# 上島コーヒーグループ
上島コーヒーグループ（うえしまコーヒーグループ）とは、上島武治の三男の上島治忠が創業者となり、その兄弟が立ち上げたコーヒー事業を行う企業のことを指す。

## 概要
上島武治の三男の上島治忠が、1925年（大正14年）に神戸市兵庫区下沢通で「上島商店」を創業したことに始まり、治忠を中心に、四男の勝、五男の忠雄の三兄弟がコーヒー、食品業に従事し、発展させていった。その後、四男、五男とも独立し、それぞれの商店を経営した。さらに、二男の登も独立し、最後に六男の啓三も独立している。
- 「ウエシマコーヒーフーズ」(三男の治忠が1925年に創業)
- 「上島珈琲貿易(通称：マック、旧上島珈琲商会）[2]」(四男の勝が1932年に創業)
- 「UCC上島珈琲（旧上島珈琲、現UCCホールディングス）」(五男の忠雄が1933年に創業)
- 「上島珈琲問屋」(六男の啓三が創業)

が現存するが、次男の登が立ち上げた「上島登商店」は1941年に登の死去に伴い廃業。
四男の勝が、1935年（昭和10年）に使用した「上島珈琲店」の商号は、現在、UCC上島珈琲の子会社の「ユーシーシーフードサービスシステムズ株式会社」が展開する店舗の屋号として使用されているが系譜上の関係はない。
上記4社は、各社の独立創業以来、資本関係は長年ほぼ無かったが、2018年にUCCホールディングスがウエシマコーヒーフーズの発行済株式の全てを取得し傘下に収めた。